# TV Tegernsee
Der TV Tegernsee (Turnverein Tegernsee e. V.) ist ein im bayerischen Tegernsee beheimateter Sportverein. Sein erfolgreichster Zweig besteht in der Sparte Schach (90 Mitglieder). 
Die Sparte Schach verfügte bis zum Jahr 2009 über drei Mannschaften, wobei die erste Mannschaft von 1999 bis 2009 in der Schachbundesliga vertreten war und zur Spitzenklasse in Deutschland zählte. Im TV Tegernsee waren 2009 dreizehn Großmeister aktiv.
Im Jahr 2009 zog sich der Verein aus der Bundesliga zurück und legte einen neuen Schwerpunkt auf die Jugendarbeit. In acht Gemeinden (Gmund, Bad Wiessee, Tegernsee, Hausham, Waakirchen, Valley/Weyarn und Rottach-Egern) wurde Schach ab dem zweiten Halbjahr 2010/11 in den Schulen als Unterrichtsfach eingeführt. Zwei professionelle Schachtrainer unterrichten die Schüler dabei je eine volle Stunde pro Woche. Die Finanzierung wird von den Gemeinden unterstützt.
Die Sparte Schach wird geleitet von Gerhard Lettl.